# 上海桂花节
上海桂花节始办于1989年，是融赏桂旅游、文化娱乐、方便购物于一体的节日，每年9月下旬至10月举办。每当农历中秋节前后，桂林公园附近地区万余棵桂树花事炽盛，馨香浓郁。除了传统的赏桂、赏月外，游客还可参加一系列文娱健身活动，如各式灯谜、露天电影、文艺演出、健康儿童大奖赛、斑术杂技、野外烧烤、武术杂耍、时装表演、广场晚会等。桂花村内的大型购物市场各类商品琳琅满目，各种应时小吃应有尽有，吸引了众多游客。现在，中国花卉协会桂花分会所在地已设在上海。